# Fechtweltmeisterschaften 1959
Die 15. Fechtweltmeisterschaft fand 1959 in Budapest statt. Es wurden acht Wettbewerbe ausgetragen, sechs für Herren und zwei für Damen.

## Herren

### Florett, Einzel
| Platz | Land | Sportler      |
| ----- | ---- | ------------- |
| 1     | GBR  | Allan Jay     |
| 2     | FRA  | Claude Netter |
| 3     | URS  | Mark Midler   |

### Florett, Mannschaft
| Platz | Land           | Sportler                                                                                  |
| ----- | -------------- | ----------------------------------------------------------------------------------------- |
| 1     | Sowjetunion    | Mark Midler, Juri Rudow, Juri Sissikin, German Sweschnikow, Wiktor Schdanowitsch          |
| 2     | BR Deutschland | Jürgen Brecht, Tim Gerresheim, Dieter Schmitt, Jürgen Theuerkauff, Manfred Urschel        |
| 3     | Ungarn         | Ferenc Czvikovszky, Mihály Fülöp, József Gyuricza, Jenő Kamuti, Kazmer Pacsery, Csaba Pap |

### Degen, Einzel
| Platz | Land | Sportler         |
| ----- | ---- | ---------------- |
| 1     | URS  | Bruno Habārovs   |
| 2     | GBR  | Allan Jay        |
| 3     | ITA  | Giuseppe Delfino |

### Degen, Mannschaft
| Platz | Land        | Sportler                                                                                           |
| ----- | ----------- | -------------------------------------------------------------------------------------------------- |
| 1     | Ungarn      | Árpád Bárány, Tamás Gábor, István Kausz, József Sákovics                                           |
| 2     | Sowjetunion | Arnold Tscharnuschewitsch, Walentin Tschernikow, Bruno Habārovs, Witali Chodosowski, Guram Kostawa |
| 3     | Frankreich  | Claude Bourquard, Claude Brodin, Jacques Guittet, Gérard Lefranc, René Queyroux                    |

### Säbel, Einzel
| Platz | Land | Sportler         |
| ----- | ---- | ---------------- |
| 1     | HUN  | Rudolf Kárpáti   |
| 2     | HUN  | Tamás Mendelényi |
| 3     | POL  | Jerzy Pawłowski  |

### Säbel, Mannschaft
| Platz | Land        | Sportler                                                                                               |
| ----- | ----------- | --- |
| 1     | Polen       | Emil Ochyra, Jerzy Pawłowski, Andrzej Piątkowski, Włodzimierz Wójcicki, Wojciech Zabłocki, Ryszard Zub |
| 2     | Ungarn      | Gábor Delneky, Aladár Gerevich, Zoltán Horváth, Rudolf Kárpáti, Tamás Mendelényi, József Szerencsés    |
| 3     | Sowjetunion | Jewhen Tscherepowskyj, Lew Kusnezow, Umjar Mawlichanow, Jakow Rylski, Dawid Tyschler                   |

## Damen

### Florett, Einzel
| Platz | Land | Sportlerin         |
| ----- | ---- | ------------------ |
| 1     | URS  | Emma Jefimowa      |
| 2     | URS  | Galina Gorochowa   |
| 3     | URS  | Tazzjana Pjatrenka |

### Florett, Mannschaft
| Platz | Land           | Sportlerinnen                                                                                       |
| ----- | -------------- | --------------------------------------------------------------------------------------------------- |
| 1     | Ungarn         | Katalin Juhász, Magda Nyári-Kovács, Ildikó Rejtő, Lídia Dömölky-Sákovics, Györgyi Székely-Marvalics |
| 2     | Sowjetunion    | Galina Gorochowa, Emma Jefimowa, Tazzjana Pjatrenka, Walentina Prudskowa, Alexandra Sabelina        |
| 3     | BR Deutschland | Helmi Höhle, Helga Mees, Heidi Schmid, Rosemarie Weiß                                               |